# Stigmella juratae
Stigmella juratae là một loài bướm đêm thuộc họ Nepticulidae. Nó được tìm thấy ở Tadzhikistan.
Ấu trùng có thể ăn Salix species.